# Víctimes de la Segona Guerra Mundial

Total aproximat de víctimes a la II Guerra Mundial

L'URSS fou el país amb més víctimes mortals a la II Guerra mundial: més de 26 milions, dels que només 8.860.400 eren militars.

La comptabilització de les víctimes de la Segona Guerra Mundial ha estat objecte de nombrosos estudis, que generalment ofereixen estimacions d'entre 55 i 60 milions de persones mortes, elevant-se fins a més de 70 milions segons els càlculs més pessimistes i de 40 a 45 milions segons els més optimistes.
Entre les víctimes mortals s'expliquen tant combatents com també, i principalment, població civil, víctima de la mateixa violència dels enfrontaments armats, especialment durant els bombardejos sobre ciutats, però també com a resultat de les particulars circumstàncies del conflicte que van portar a violacions massives dels drets humans sent el fenomen de l'holocaust el seu màxim exponent, juntament amb la deportació i reclusió en camps de concentració, al que es va afegir la desprotecció dels milions de refugiats i desplaçats, sotmesos a fams i els rigors del clima.
El càlcul s'ha vist dificultat per l'ocultació i canvi d'algunes xifres; per exemple, Stalin va reconèixer en 1945 que l'URSS va tenir 7 milions de morts (en l'actualitat els càlculs van de 17 a 37 milions de morts). Xina, el segon país amb més morts, té problemes per calcular les seves pèrdues perquè en aquests temps sofria una guerra civil, de manera que aquestes s'estimen entre 8 i 30 milions. Alemanya va ser el tercer país més afectat, amb xifres estimades entre 4,5 i 10 milions de pèrdues(1,5 milions de civils per bombardeigs aliats). Polònia va ser el quart país amb més morts, entre 3 i 6 milions incloent la població jueva morta en l'Holocaust. A més hi ha diverses xifres que no han estat incloses perquè s'han ocultat deliberadament de la història, com la fam que la guerra va provocar en Bengala i va matar de 2 a 4 milions d'indis.Japó va tenir 1,2 milions de soldats i un milió de civils morts i 1,4 desapareguts.

## Xifres de víctimes mortals

### Segons F. W. Putzger:Historischer Weltatlas, ed. Velhagen & Klasing, 1969
Les xifres engloben les persones caigudes, assassinades, mortes o desaparegudes durant la guerra.
| País                                | Soldats    | Civils (Bombardeigs aeris o guerra de partisans) | Civils - Jueus | D'origen alemany (fins a 1949) | Total      |
| ----------------------------------- | ---------- | ------------------------------------------------ | -------------- | ------------------------------ | ---------- |
| Bèlgica                             | 10.000     | 50.000                                           | 30.000         | 0                              | 90.000     |
| Bulgària                            | 10.000     | 0                                                | 10.000         | 0                              | 20.000     |
| Ciutat Lliure de Danzig             | 20.000     | 80.000                                           | 0              | 0                              | 100.000    |
| Alemanya                            | 3.200.000  | 2.100.000                                        | 170.000        | 0                              | 5.470.000  |
| Estònia                             | 0          | 140.000                                          | 0              | 0                              | 140.000    |
| Finlàndia                           | 90.000     | 0                                                | 0              | 0                              | 90.000     |
| França                              | 250.000    | 70.000                                           | 80.000         | 0                              | 600.000    |
| Grècia                              | 20.000     | 80.000                                           | 60.000         | 0                              | 160.000    |
| Regne Unit                          | 330.000    | 60.000                                           | 0              | 0                              | 390.000    |
| Itàlia                              | 330.000    | 50.000                                           | 10.000         | 0                              | 410.000    |
| Iugoslàvia                          | 300.000    | 1.300.000                                        | 60.000         | 50.000                         | 1.710.000  |
| Letònia                             | 0          | 120.000                                          | 80.000         | 10.000                         | 210.000    |
| Lituània                            | 0          | 170.000                                          | 130.000        | 0                              | 300.000    |
| Països Baixos                       | 10.000     | 100.000                                          | 100.000        | 0                              | 210.000    |
| Noruega                             | 10.000     | 0                                                | 0              | 0                              | 10.000     |
| Àustria                             | 230.000    | 40.000                                           | 60.000         | 0                              | 330.000    |
| Polònia                             | 500.000    | 2.100.000                                        | 3.000.000      | 1.300.000                      | 6.900.000  |
| Romania                             | 200.000    | 60.000                                           | 220.000        | 14.000                         | 494.000    |
| Unió Soviètica                      | 8.600.000  | 12.000.000                                       | 1.000.000      | 300.000                        | 21.900.000 |
| Txecoslovàquia                      | 7.000      | 50.000                                           | 270.000        | 45.000                         | 372.000    |
| Hongria                             | 140.000    | 100.000                                          | 200.000        | 9.000                          | 449.000    |
| Estats Units (a Europa)             | 170.000    | 0                                                | 0              | 0                              | 170.000    |
| Total (Europa)                      | 19.020.000 | 13.270.000                                       | 5.450.000      | 1.470.000                      | 39.410.000 |
| Austràlia                           | 30.000     | 0                                                | 0              | 0                              | 30.000     |
| Índia Britànica                     | 40.000     | 0                                                | 0              | 0                              | 40.000     |
| Xina                                | 3.500.000  | 10.000.000                                       | 0              | 0                              | 13.500.000 |
| Japó                                | 1.700.000  | 550.000                                          | 0              | 0                              | 2.250.000  |
| Nova Zelanda (a l'àrea del Pacífic) | 10.000     | 0                                                | 0              | 0                              | 10.000     |
| Estats Units (a l'àrea del Pacífic) | 50.000     | 0                                                | 0              | 0                              | 50.000     |
| Total (Àsia)                        | 5.330.000  | 10.360.000                                       | 0              | 0                              | 15.690.000 |
| TOTALS                              | 24.350.000 | 23.630.000                                       | 5.450.000      | 1.470.000                      | 55.100.000 |

### Segons W. van Mourik:Bilanz des Krieges, Ed. Lekturama, Rotterdam, 1978
Les xifres comprenen els soldats caiguts o desapareguts i els civils morts en accions de guerra. Es refereix als països de procedència de les víctimes.
| País           | Soldats    |
| -------------- | ---------- |
| Austràlia      | 30.000     |
| Bèlgica        | 10.000     |
| Brasil         | 1.000      |
| Bulgària       | 10.000     |
| Xina           | 3.500.000  |
| Alemanya       | 3.250.000  |
| Finlàndia      | 90.000     |
| França         | 250.000    |
| Grècia         | 20.000     |
| Regne Unit     | 370.000    |
| Itàlia         | 330.000    |
| Japó           | 1.700.000  |
| Iugoslàvia     | 300.000    |
| Nova Zelanda   | 10.000     |
| Països Baixos  | 23.000     |
| Noruega        | 10.000     |
| Àustria        | 230.000    |
| Polònia        | 820.000    |
| Romania        | 200.000    |
| Unió Soviètica | 8.600.000  |
| Txecoslovàquia | 20.000     |
| Hongria        | 120.000    |
| Estats Units   | 220.000    |
| Total          | 20.013.000 |

| País           | Civils     |
| -------------- | ---------- |
| Bèlgica        | 50.000     |
| Xina           | 10.000.000 |
| Alemanya       | 3.640.000  |
| Estònia        | 140.000    |
| França         | 370.000    |
| Grècia         | 480.000    |
| Regne Unit     | 60.000     |
| Itàlia         | 70.000     |
| Japó           | 360.000    |
| Iugoslàvia     | 1.400.000  |
| Letònia        | 220.000    |
| Lituània       | 350.000    |
| Països Baixos  | 112.000    |
| Àustria        | 40.000     |
| Polònia        | 2.000.000  |
| Romania        | 60.000     |
| Unió Soviètica | 12.000.000 |
| Txecoslovàquia | 350.000    |
| Hongria        | 100.000    |
| Total          | 31.702.000 |